# Pokémon Strahlender Diamant und Leuchtende Perle
Pokémon Strahlender Diamant und Pokémon Leuchtende Perle sind zwei 2021 für Nintendo Switch veröffentlichte Rollenspiele der Pokémon-Reihe. Die Neuauflagen der 2006 für Nintendo-DS erschienenen Pokémon Diamant-Edition und Perl-Edition wurden am 26. Februar 2021 angekündigt und am 19. November 2021 von Nintendo und The Pokémon Company veröffentlicht. Entwickelt wurden sie von ILCA.

## Welt und Handlung
Das Spiel findet wie schon die Diamant-Edition und Perl-Edition in der Region Sinnoh statt, einer auf der japanischen Region Hokkaido basierenden fiktiven Insel. Diese ist von einem mit Schnee bedeckten Gebirge durchzogen, in dessen Zentrum der Kraterberg liegt. Außerdem liegen in der Region drei große Seen, die Seen der Wahrheit, der Kühnheit und der Stärke. Unterirdisch ist Sinnoh von einem Netz aus Tunneln und Stollen durchzogen, dem sogenannten Untergrund. Die Handlung der Spiele orientiert sich an den Originalen. Sie beginnt in der Heimat des Protagonisten Zweiblattdorf.

## Entwicklung und Veröffentlichung
Am 26. Februar 2021 wurden die Spiele in einer Pokémon-Presents-Videopräsentation zum 25-jährigen Jubiläum der Pokémon-Reihe angekündigt. Als Veröffentlichungszeitraum wurde im Teaser Ende des Jahres 2021 genannt. Die Spiele wurden zusammen mit Pokémon-Legenden: Arceus vorgestellt.
Es sind die ersten Spiele der Hauptreihe, die nicht von Game Freak entwickelt werden, sondern von ILCA unter der Leitung von Junichi Masuda, der schon die Entwicklung der Originale leitete.
Am 18. August 2021 wurden mit der Veröffentlichung einer weiteren Ausgabe der Pokémon-Presents-Videopräsentation mehrere neue Information zu den Spielen bekanntgeben, darunter wurde die Wiederkehr der Untergrundhöhlen mit Geheimbasen, dem Spitzhacken-Minispiel und den komplett neuen Untergrundhöhlenabenteuern, in denen man mit anderen Spielern online spielen kann, enthüllt. Auf der offiziellen Webseite wurde zudem angekündigt, dass es einen Frühkäufer-Bonus mit dem mysteriösen Pokémon Manaphy geben wird, welcher bis zum 21. Februar 2022 im Spiel einlösbar ist.
Im Vorfeld der Veröffentlichung wurde über geleakte Kopien des Spiels berichtet. Dadurch gelangten zahlreiche spielinterne Details an die Öffentlichkeit, die Publisher und Entwickler zu diesem Zeitpunkt noch geheim hielten.